# Plesiadapiformes
Os Plesiadapiformes Simons & Tattersall, 1972 é uma ordem de mamíferos extintos, parte da superordem Primatomorpha do clado Euarchonta. Também chamados de Proprimates ou Paeneprimates, este grupo de euarcontes primitivos foi inicialmente concebido com uma subordem dos Primatas, mas devido à sua posição taxonômica ainda não muito clara, o status definitivo deste grupo ainda está ainda a ser estabelecido. Aqui seguem mantidos como uma ordem independente, formando um trio com os Dermópteros e Primatas, grupos com as quais variadamente têm sido incorporados.
Um artigo publicado em 2007 aponta o grupo formado pelos Plesiadapidae, Carpolestidae, Saxonellidae e o enigmático gênero asiático Chronolestes como os parentes mais próximos dos Primatas propriamente ditos (Euprimates), formando assim com estes um clado Euprimateformes. As descobertas de supostos Plesiadapiformes africanos, como o Azibius e o Dralestes parecem apontar para uma origem neste continente para os Primatas superiores.
Uma possível árvore de classificação da ordem Plesiadapiformes é listada abaixo.

## Taxonomia da OrdemPlesiadapiformesSimons & Tattersall, 1972
- Família Purgatoriidae
- Família Micromomyidae

Superfamília Paramomyoidea
- Família Paromomyidae Simpson, 1940
- Família Picromomyidae
- Família Palaechthonidae
- Família Picrodontidae
- Família Microsyopidae
- Família Toliapinidae

Superfamília Plesiadapoidea
- Família Saxonellidae
- Família Chronolestidae
- Família Plesiadapidae
- Família Carpolestidae
- Família Azibiidae